# Word of Mouth
Word of Mouth (englisch für Mundpropaganda, aber auch Geschichtenerzählung oder mündliche Überlieferung) ist das zweite Album des Jazzmusikers Jaco Pastorius, das im Jahr 1981 von Warner Brothers veröffentlicht wurde. Word of Mouth ist auch der Name einer Big Band, mit der Pastorius zwischen 1980 und 1986 auf Tournee ging. Die Namensgebung geht auf die „Von-Mund-zu-Mund“-Strategie zurück, die angewandt wurde, um das allererste Konzert von Pastorius’ neuer Band in New York City im Jahre 1980 anzukündigen.

## Hintergrund
Während auf seinem 1975 entstandenen Debüt-Album Jaco Pastorius vor allem seine beeindruckenden Fähigkeiten beim Spiel des elektrischen Basses im Vordergrund standen, lag der Schwerpunkt von Word of Mouth auf seiner kompositorischen Begabung und dem Arrangement größerer Bands. Pastorius war zur Zeit dieser Session (1980) als Bassist Mitglied der Gruppe Weather Report.
Dennoch zeigt sich auch auf seinem zweiten Album seine Meisterschaft des Bassspiels, vor allem auf dem von Johann Sebastian Bach geschriebenen Chromatic Fantasy, dem Titelstück Word of Mouth und Crisis. Auf den anderen Albumstücken ist der Bass meist gedämpfter und fügt sich in die Arrangements der Band ein. Das Lied John and Mary ist seinen Kindern aus erster Ehe gewidmet.
Die Band bestand aus Musikern wie Herbie Hancock, Wayne Shorter, Peter Erskine, Jack DeJohnette, Michael Brecker, Don Alias und Toots Thielemans.
Auf Grund von vertraglichen Differenzen zwischen Epic/CBS und Warner erschien auf den frühen Pressungen des Albums keine Musikerliste. CBS wollte erreichen, dass nur bei Warner unter Vertrag stehende Musiker genannt wurden, worauf Pastorius ganz auf die Nennung verzichtete.
2003 erschien das Tribut-Album Word of Mouth Revisited.

## Rezeption des Albums
Die Kritiker Richard Cook und Brian Morton, die in ihrem Penguin Guide to Jazz Word of Mouth mit der zweithöchsten Bewertung versehen, betrachten das Album als „brillantes Beispiel für Pastorius’ Talent für Sound, versehen mit einer reichhaltigen Melange an Bläserklängen, die das kleinere Ensemble umgeben. Ein weiteres Schlüsselelement des Werks ist Jack DeJohnettes Trommelspiel, der hier intensiv musikalisch agiert und endlos auf die langen, sich windenden Basslinien Pastorius’ eingeht. Jaco scheint hier ungezwungen und spielt ruhiger und mit einem weniger perkussiven Ansatz. Einiger seiner Klänge in mittleren Tonlagen könnten auch von einem Cello stammen.“ Cook und Morton resümieren: Word of Mouth sei „ein großartiges Album voller Überraschungen.“
Scott Yanow im allmusic, der dem Album vier Sterne verlieh, drückt sich zurückhaltender aus: „Jaco Pastorius’ Word of Mouth-Orchester war ein unerfüllter Traum, ein würdiges Konzept, das jedoch nicht lang genug Zeit hatte, sein ganzes Potenzial zu entfalten.“

## Titelliste
1. Crisis – 5:17
2. 3 Views of a Secret – 6:05
3. Liberty City – 11:57
4. Chromatic Fantasy (Johann Sebastian Bach) – 3:01
5. Blackbird (Lennon/McCartney) – 2:48
6. Word of Mouth – 3:53
7. John and Mary – 10:52

Die Kompositionen stammen von Jaco Pastorius, soweit nicht anders vermerkt.

## Weitere mitwirkende Musiker
- Alfie Silas
- Allan Harshman
- Árni Egilsson
- Bernie Grundman
- Bill Reichenbach
- Bob Findley
- Brad Warnaar
- Brian Risner
- Bruce Bransby
- Charles Loper
- Chuck Findley
- David Breinenthal
- David Duke
- David Taylor
- Deborah Sabusawa
- Dennis Karmazyn
- Denyse Buffum
- Edie Lehmann
- George Young
- Gerald Vinci
- Hank Cicalo
- Harvey Michael Schaps
- James M. Walker
- Jason Corsaro
- Jeff Reynolds
- Jerry Hudgins
- Jim Gilstrap
- Jim Pugh
- John Lehman
- Jules Chaikin
- Larry Warrilow
- Lew McCreary
- Marti McCall
- Mike Butcher
- Myrna Matthews
- Othello Molineaux
- Paul Horn-Muller
- Peter Gordon
- Peter Yianilos
- Petsye Powell
- Ray Kelley
- Richard Hilton
- Ricky Schultz
- Robert Cowart
- Robert Thomas, Jr.
- Roger Bobo
- Russell Schmitt
- Scott Litt
- Simon Levy
- Stuart Canin
- Tim Devine
- Tommy Johnson
- Vincent „Vincenzo“ Oliveri
- Warren Luening
- William Hymanson
- Zedric Turnbough